# Nhà thờ Hồi giáo Jamkaran
Nhà thờ Hồi giáo Jamkaran (tiếng Ba Tư: مسجد جمکران) là một trong những nhà thờ Hồi giáo quan trọnh hàng đầu ở thành phố Qom, Iran.

## Tổng quan
Nhà thờ Hồi giáo, cách Qom sáu km về phía đông, từ lâu đã trở thành một nơi linh thiêng, ít nhất là kể từ 373 AH, ngày 17 tháng Ramadan (ngày 22 tháng 2 năm 984 sau Công nguyên), khi theo trang web của nhà thờ Hồi giáo, một người theo đạo Hồi Hass Hassan ibn Muthlih Jamkarani đã gặp Muhammad al-Mahdi cùng với nhà tiên tri Al-Khidr. Jamkarani được chỉ dẫn rằng vùng đất mà họ đang ở là "cao quý" và chủ sở hữu - Hasan bin Muslim - đã ngừng trồng trọt và tài trợ cho việc xây dựng một nhà thờ Hồi giáo trên đó từ thu nhập mà ông đã tích lũy được từ việc canh tác đất.
Một vài thời điểm trong thập niên 1995-2005, danh tiếng của nhà thờ Hồi giáo lan rộng, và nhiều người hành hương, đặc biệt là những người trẻ tuổi, bắt đầu tìm đến nó. Ở phía sau nhà thờ Hồi giáo, có một "giếng thỉnh cầu" nơi người ta tin rằng Imam thứ mười hai đã "trở nên kỳ diệu trong một khoảnh khắc tỏa sáng ngắn ngủi của sự hiệp thông yêu thương với Đấng Tạo Hóa của mình." Người hành hương buộc những sợi dây nhỏ trong một nút thắt quanh lưới bao quanh giếng thánh mà họ hy vọng sẽ được Imam Mahdi tiếp nhận. Mỗi người trông coi buổi sáng đã cắt dây từ ngày hôm trước.
Vào ngày 4 tháng 1 năm 2020, một lá cờ đỏ như máu tượng trưng cho sự báo thù được treo trên vòm để đáp lại cuộc không kích sân bay quốc tế Baghdad năm 2020. 